# Jean-Germain Drouais

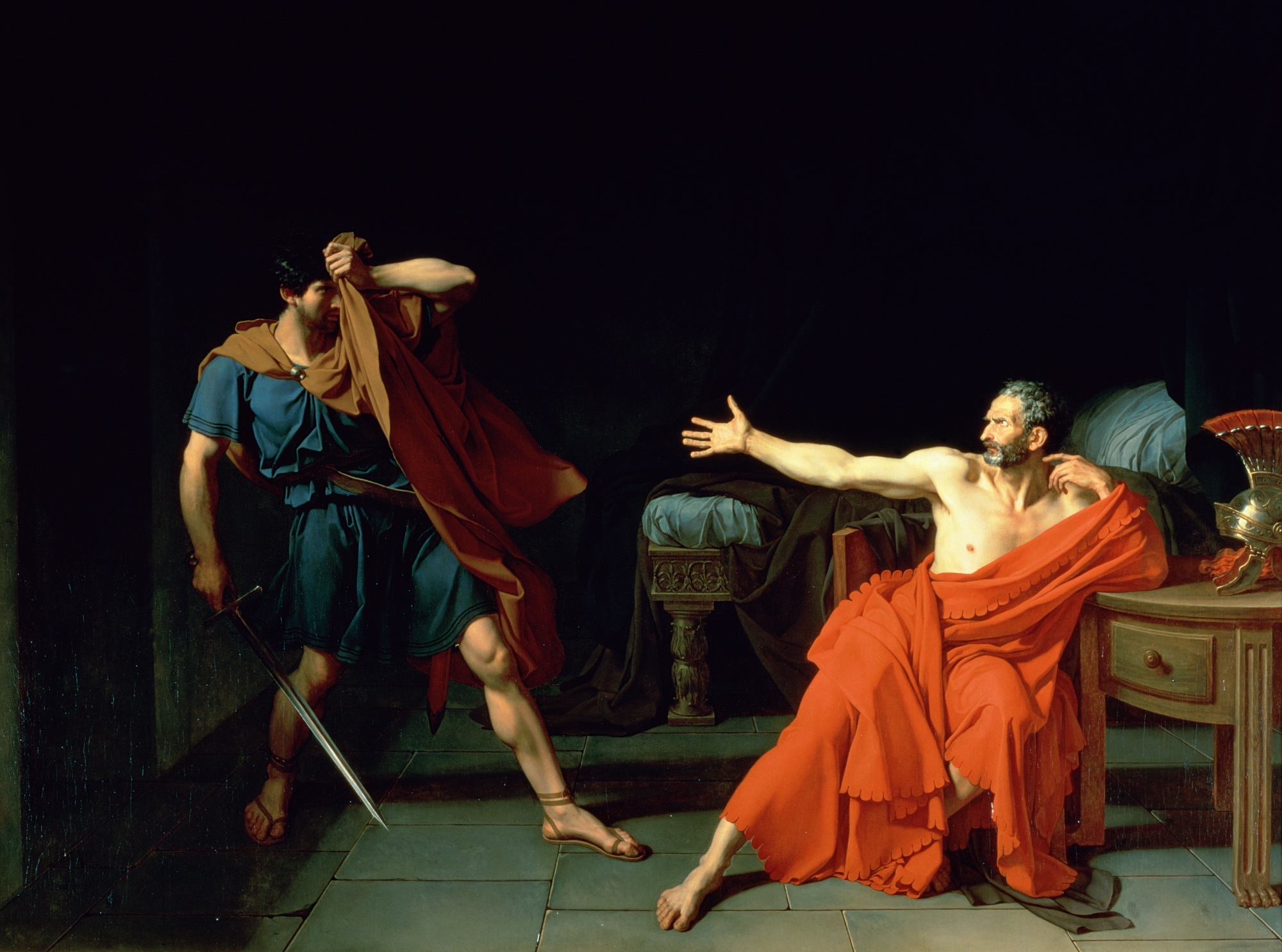
Mario a Minturno, 1786, Louvre

Jean-Germain Drouais (Parigi, 25 novembre 1763 – Roma, 13 febbraio 1788) è stato un pittore francese, allievo e seguace di Jacques-Louis David. Ebbe vita brevissima.

## Biografia
Jean-Germain nacque in una famiglia di pittori (suo nonno era stato il ritrattista Hubert Drouais) e ricevette dal padre, François-Hubert Drouais, i primi rudimenti dell'arte. Passò poi a studiare con Nicolas Guy Brenet, eccellente didatta, anche se pittore di scarso successo.
Ma quando, nel 1780, Jacques-Louis David appena rientrato a Parigi da Roma, aprì un atelier, Drouais fu uno dei suoi primi allievi, e assimilò la maniera del Maestro con uno studio assiduo e costante. Divenne così l'allievo favorito di David e il suo assistente.
Nel 1783 fu ammesso a competere per il Prix de Rome di pittura, e presentò il quadro La vedova di Nain. Ma dopo aver visto le opere concorrenti, rinunciò al concorso, giungendo a distruggere la sua tela. Si riscattò tuttavia l'anno seguente con Cristo e la Cananea, con cui ottenne il primo premio, e fu lodato per la sua vicinanza all'insegnamento di Poussin. Si dice che sia stato portato in trionfo dai suoi colleghi e la sua tela fu esposta al Louvre.
Si recò così a Roma, all'Académie de France - che allora aveva sede in Palazzo Mancini al Corso - accompagnato da David, e vi rimase oltre il periodo di tempo riservato ai vincitori del premio. Nella Città Eterna fu impressionato dall'arte italiana, da Raffaello in particolare, e dai monumenti dell'antichità. Realizzò in quel periodo il Mario a Minturno, quadro di grande forza compositiva e cromatica che si rivelò per molti aspetti superiore anche alle stesse opere di David, suo maestro.
Quest'opera impressionò grandemente Goethe, allora presente a Roma, ispirò l'omonima tragedia di Antoine-Vincent Arnault e confermò il suo eccezionale talento. Si applicò allora ad altri lavori, ma poco tempo dopo morì per aver contratto una forma assai virulenta di vaiolo, all'età di 25 anni, quando aveva appena terminato il Filottete a Lemno.
Jean-Germain Drouais venne sepolto nella basilica di Santa Maria in Via Lata, dove i suoi colleghi fecero erigere un monumento alla sua memoria.

## Opere
- "Scena antica" - (olio su tela, cm 31,7 x 39,2), Museo di Belle arti e Archeologia, Libourne.
- "Gesù caccia i mercanti dal tempio" - (olio su tela, cm 38 x 46,5), Museo delle Belle Arti di Rennes.
- "Giovane donna seduta" - (olio su tela, cm 24 x 31), Museo di Belle arti, Lilla.
- "Cristo e la Cananea" - bozzetto - (olio su tela, cm 28 x 32,3),  Museo di Belle arti, Rennes.
- "Cristo e la Cananea" - 1784 (olio su tela, cm 114 x 146), Museo del Louvre, Parigi.
- "Soldato romano ferito" - 1785 (olio su tela, cm 125 x 182), Museo del Louvre.
- "Mario a Minturno" - 1786 (olio su tela, cm 271 x 365),  Museo del Louvre.

## Galleria d'immagini

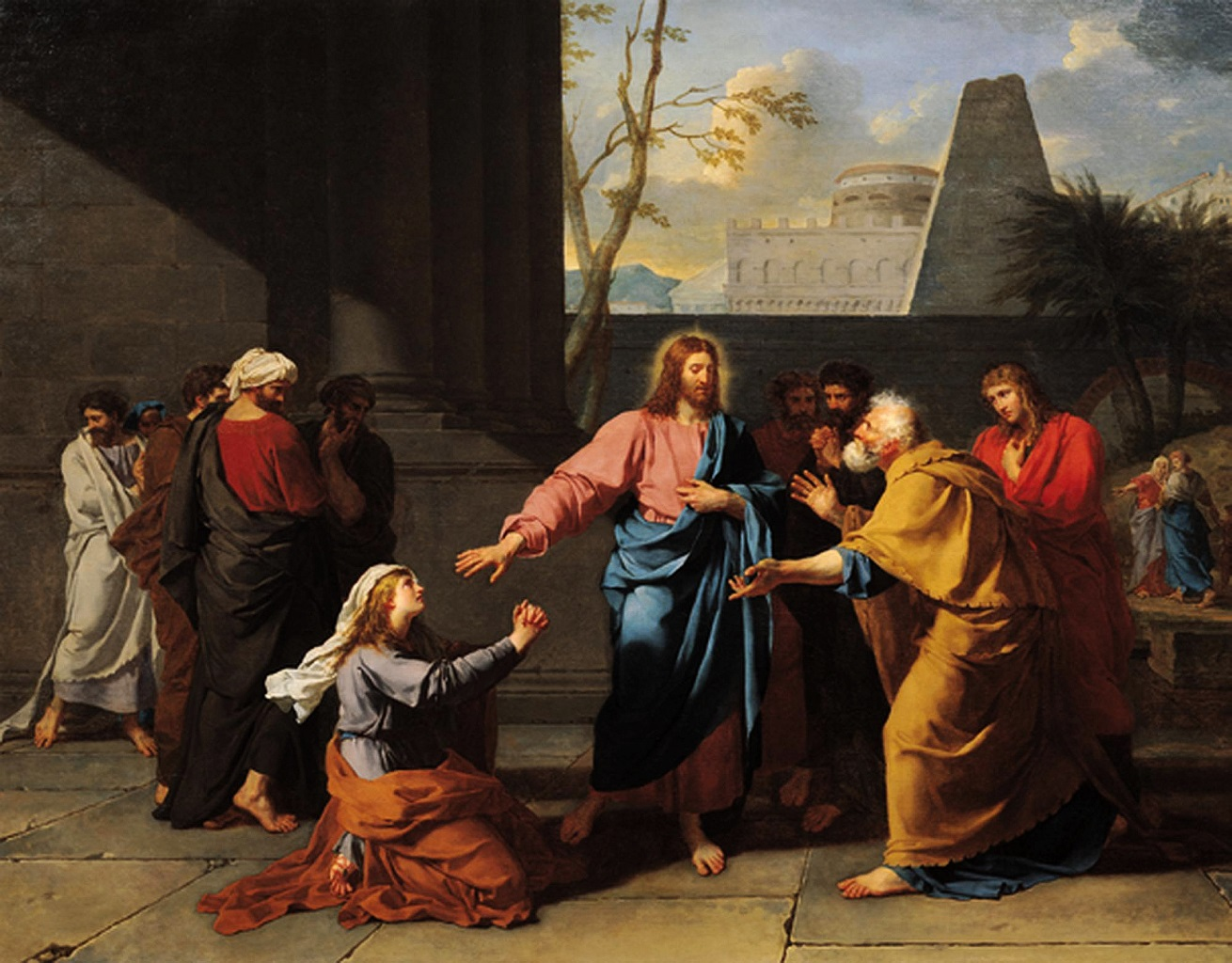
Cristo e la Cananea
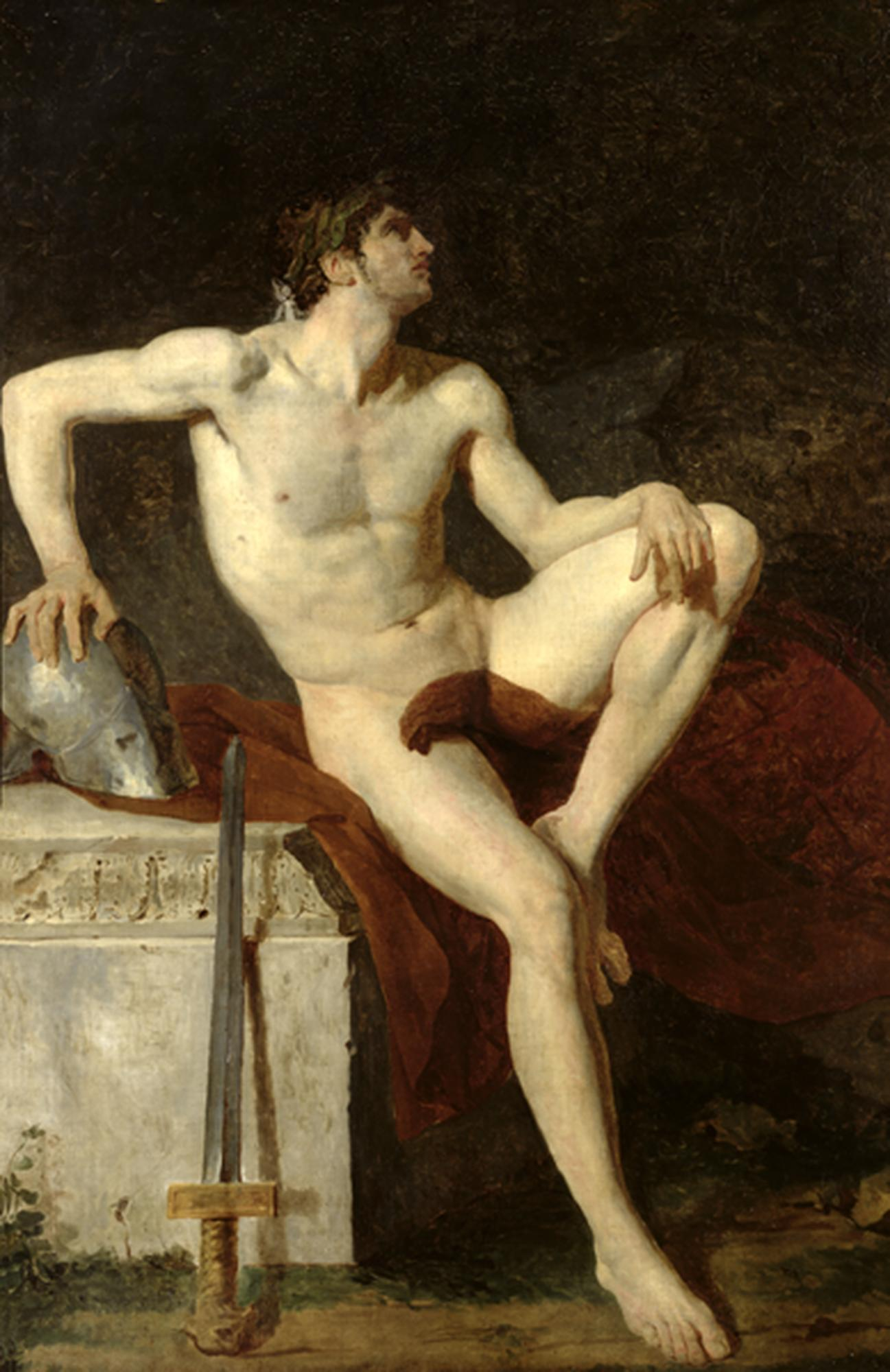
Gladiatore seduto
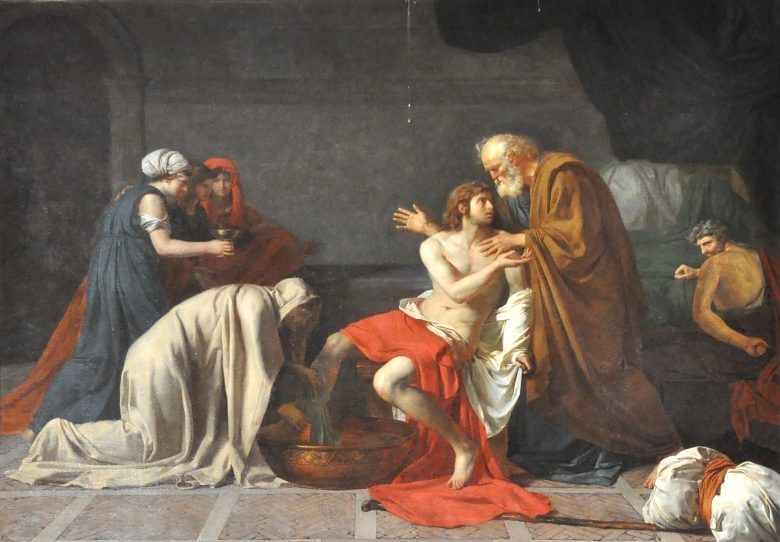
Il ritorno del figlio prodigo